# ルペシ・ダンゴル
ルペシ・ダンゴル（Rupesh Dangol、男性、1965年5月23日 - ）は、ネパール・カトマンズ出身の空手家である。極真会館（松井派）東京城東支部 西新井道場の分支部長。

## 人物
1986年に来日して極真会館城東支部の郷田勇三の内弟子となる。当時の内弟子には空手道 高見空手の高見彰、誠勇心館長の長山重男らがいる。
1987年には春季首都圏交流試合にて優勝する。同交流試合は全日本の登竜門と云われ、黒澤浩樹や緑健児など数多くの名選手を輩出している。また同年、第4回オープントーナメント全世界空手道選手権大会にネパール代表として出場するなど、全日本大会を始め数々の大会に出場し、1992年にスリランカで開催された第5回全アジア空手道選手権大会では優勝を果たす。
その後、東京城東支部の正指導員として後進の指導にあたっていた折、2001年、郷田勇三支部長の命を受けて西新井道場を創設し、極真会館において日本国内で初の外国人による分支部長に就任する。

## 来歴
- 1981年 極真会館ネパール支部に入門。
- 1983年 第1回オープントーナメント全ネパール空手道選手権大会 技能賞受賞。
- 1983年 ネパール国民スポーツ大会 空手道の部 ベスト8。
- 1986年 来日して極真会館東京城東支部の郷田勇三の内弟子となる。
- 1987年 第4回オープントーナメント全世界空手道選手権大会のネパール代表となる。
- 1992年 第5回全アジア空手道選手権大会 優勝。
- 2001年 極真会館 東京城東支部 西新井道場を創設、分支部長に就任する。

## エピソード
1987年、第4回世界大会の出場を機に内弟子修行を終えてネパールに帰国するも、極真会館ネパール支部のジャガッタ・ゴーチャン支部長が政治犯として収監されて組織は崩壊し、国内は空手が禁止されている状態。大慌てで師の郷田勇三に国際電話して再来日し、アルバイトで生計を立てながら城東支部の指導員を続けることとなる。
1992年、スリランカで行われた第5回 全アジア空手道選手権大会で優勝した後の飛行機の中、同乗していた大山倍達にネパール支部長になるよう言われるも日本に骨を埋める決意だったため「押忍」と言えずに沈黙、そのまま城東支部の指導員を続けることとなる。

## 関連人物
- 大山倍達
- 郷田勇三